# 山形しあわせ銀行

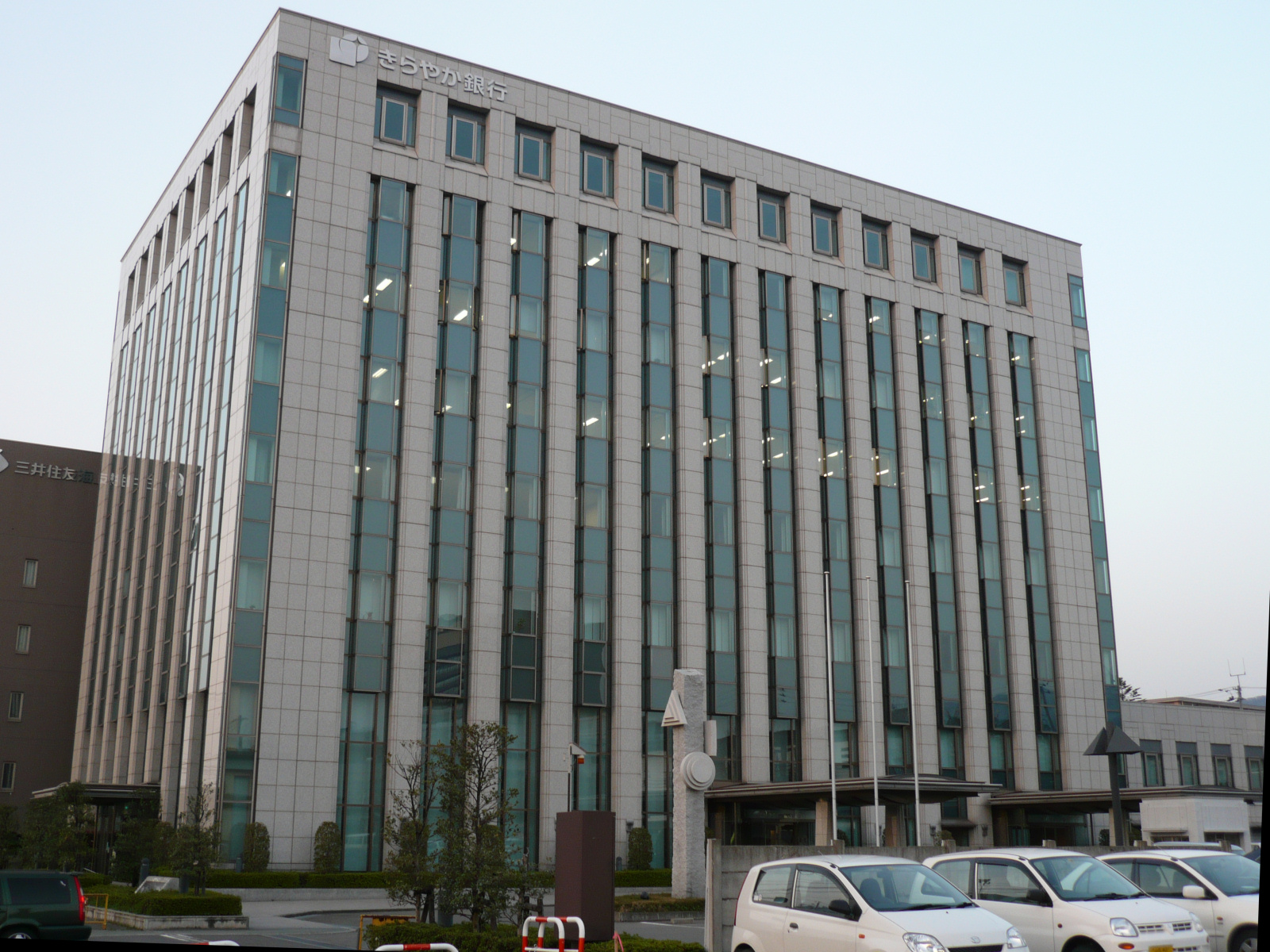
旧山形しあわせ銀行本店
（現・きらやか銀行本店）

株式会社山形しあわせ銀行（やまがたしあわせぎんこう、英称：Yamagata Shiawase Bank, Ltd.）は、山形県山形市に本店を置いていた第二地方銀行。略称は、しあわせぎん。

## 概要
同行のシンボルマークは、前身行である山形相互銀行時代の1986年に制定され、▲は「挑戦」・●は「信頼」・■は「繁栄」を表していた。
きらやかホールディングス傘下となった殖産銀行と合併し、現在はきらやか銀行となっている。
かつて、同行行員が横領事件を起こした際に、一部報道で「しあわせ銀、顧客はふしあわせ」と揶揄されたことがある。

## 沿革
- 1941年（昭和16年）1月27日 - 羽陽勧業無尽株式会社と荘内無尽株式会社が合併し両羽無尽株式会社設立[1]。
- 1951年（昭和26年）10月20日 - 相互銀行に転換し、株式会社山形相互銀行に商号を変更[1]。
- 1952年（昭和27年）7月10日 - 大山支店開設[2]。
- 1954年（昭和29年）12月15日 - 本店移転開業[3]。
- 1962年（昭和37年）12月15日 - 秋田支店を現在の秋田市大町四丁目に開設[4]（1990年9月に、同市保戸野千代田町に移転）。
- 1963年（昭和38年）11月18日 - 酒田支店移転開業[5]。
- 1965年（昭和40年）4月13日 - 仙台支店開店、同行の宮城県内初出店[6]。
- 1966年（昭和41年）2月7日 - 郡山支店開店、同行の福島県内初出店[7]。
- 1969年（昭和44年）
  - 9月24日 - 遊佐支店を新築移転し営業開始[8]。
  - 10月6日 - 村上支店を新築移転し営業開始[9]。
  - 11月20日 - 東京支店開設[10]。
- 1975年（昭和50年）12月1日 - 大山支店を新築移転し営業開始[11]。
- 1979年（昭和54年）10月8日 - 県庁前支店開設[12]。
- 1982年（昭和57年）10月12日 - 山王前支店が新店舗での営業開始[13]。
- 1985年（昭和60年）11月12日 - 蔵王支店が新店舗での営業開始[14]。
- 1988年（昭和63年）
  - 5月9日 - 南原支店開設[15]。
  - 6月20日 - 本荘支店石脇出張所開設[16]。
  - 9月19日 - 西支店が新店舗での営業開始[17]。
  - 11月21日 - 美原町支店開設[18]。
- 1989年（平成元年）
  - 2月1日 - 普通銀行へ転換、株式会社山形しあわせ銀行に商号を変更。
  - 12月18日 - 新庄南支店開設[19]。
- 2001年（平成13年） - ISO14001認証取得。
- 2005年（平成17年） - きらやかホールディングスの完全子会社化。
- 2007年（平成19年） - 殖産銀行に吸収合併され法人解散、殖産銀行がきらやか銀行となった[20]。

## 歴代頭取
- 澤井辰三郎（1941年 - 1953年）
- 澤井修一（1953年 - 1991年）
- 澤井誠介（1991年 - 2007年）

## 情報処理システム
荘内銀行と共にオンラインによるシステムの開発と運用を目的にエスワイコンピューターサービス(SYC)を設立し、委託方式で、オンラインシステムを稼働させていたが、荘銀は2006年のゴールデンウィーク明けからNTTデータ地銀共同センターに移行したため、単独利用に移行した。

## 他行との提携
山形県内の山形銀行、殖産銀行とATM相互無料提携した「ふるさと山形ネットサービス」（こちらは相互入金可能）や、南東北地方（東北地方南部）の第二地方銀行（殖産銀行・仙台銀行・福島銀行・大東銀行）とATM相互無料提携した「東北おむすび隊」（出金のみ）を行っていた。